# ねじりコイルばね

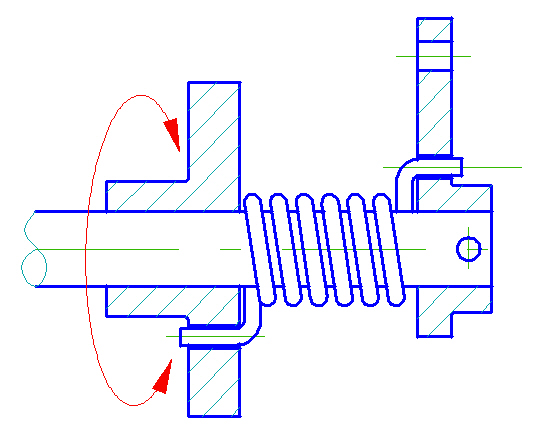
ねじりコイルばねの図。形状と使用例。

ねじりコイルばね（英語: helical torsion spring）は、コイルばねの一種で、コイル中心軸まわりにねじりモーメントを受けるばねである。構造として回転運動をさせる箇所などで用いられる。ばねの素線自体には曲げ応力が加わり、荷重による弾性エネルギーは曲げ弾性エネルギーとして蓄えられる。

## 特徴

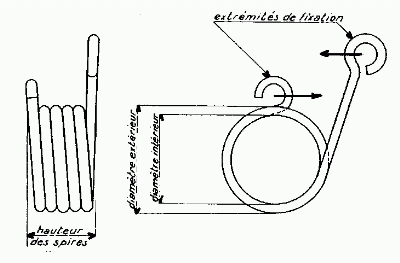
ねじりコイルばねの例。端末部はフック形状となっており、巻き方は密着巻きとなっている。荷重（矢印）は巻き込み方向にかかっている。

コイルから先の端末部分の形状は、ねじりコイルばねをどのように取り付けるか、どのような場所に取り付けるかによって様々となっている。正常に動作させるために、コイル部分の内側に案内棒を入れて使われることが多い。大きさは小形のものが一般的で、日用品や家電製品などで利用される。身近なものとしては洗濯ばさみで使用されている。
ねじりコイルばねを製作するときは冷間加工で行われることが一般的で、加工後に残留応力が残っている。端末部分をコイルの巻き方向に合わせた方向にねじりを加えると、残留応力とねじによる応力が打ち消し合い、強度上有利になる。逆の方向にねじりを加えると、残留応力と応力は加算されて強度上不利になる。そのため、ねじりコイルばねは必ず巻き込み方向に使うことが望ましいとされる。
コイルの巻き方は、素線同士を密着させる「密着巻き」と隙間を作って密着させない「ピッチ巻き」の2通りがある。製作は密着巻きの方が容易であり、密着巻きのねじりコイルばねが一般的である。ただし密着巻きにするとコイル間での摩擦が起こり、予想のばね特性と相違することがある。そのため、正確なばね特性を得たいときはピッチ巻きを選択することもある。

## 計算式

ねじりコイルばね各部の説明

ねじりコイルばねのばね定数や発生ねじり角、発生応力については、簡易的な計算式が用意されている。計算式は
- 端末部腕長さを考慮しない場合
- 端末部腕長さを考慮する場合

の2通りに大きく分けられる。どちらの場合も、
- コイル巻数 N が3以上である
- ばね指数 c = D/d が3以上である
- コイルのピッチ角が小さい
- コイル内側に案内棒が挿入されている
- コイル巻き込み方向へ荷重が加わる

といった条件が計算式の前提となっている。素線が円形断面ではなく長方形断面の場合の計算式もある。ここでは円形断面の場合の計算式を示す。

### 腕長さを考慮しない場合

腕長さを考慮しない場合のねじりコイルばねの例

端末に鉛直にかかる荷重を P、コイル中心から荷重までの距離を r とすると、端末部腕長さを考慮しない場合のねじり角度 φ とねじりモーメント M = Pr の関係は以下のように与えられる。
{\displaystyle \phi ={\frac {64DN}{Ed^{4}}}M}
ここで、D はコイル平均直径、N はコイル巻数、E はばね材料の縦弾性係数、d は素線径で、φ の単位はラジアンである。ばね定数 kT は φ/M より得られるから、
{\displaystyle k_{T}={\frac {Ed^{4}}{64DN}}}
となる。素線に内側に発生する最大応力 σmax は以下のようになる。
{\displaystyle \sigma _{max}=\kappa _{1}{\frac {32M}{\pi d^{3}}}}
{\displaystyle \kappa _{1}={\frac {4c^{2}-c-1}{4c(c-1)}}}
一方、素線に外側に発生する最小応力 σmin は、
{\displaystyle \sigma _{min}=\kappa _{2}{\frac {32M}{\pi d^{3}}}}
{\displaystyle \kappa _{2}={\frac {4c^{2}+c-1}{4c(c+1)}}}
である。

### 腕長さを考慮する場合

腕長さを考慮する場合のねじりコイルばねの例

腕が長くなってくると、腕自体の曲げ変形が大きく影響し出す。この影響を含めるために腕長さを考慮する場合の計算式では、ねじり角度 φ とねじりモーメント M の関係は以下のように与えられる。
{\displaystyle \phi ={\frac {64}{E\pi d^{4}}}\left[\pi DN+{\frac {1}{3}}(a_{1}+a_{2})\right]M}
ここで、a1 は一方の端末部の腕長さ、a2 はもう一方の端末部の腕長さを意味する。a1 側にかかる荷重を P1 として、a2 側にかかる荷重を P2 とすれば、M = P1a1 = P2a2 である。この場合のばね定数は、
{\displaystyle k_{T}={\frac {E\pi d^{4}}{64\left[\pi DN+{\frac {1}{3}}(a_{1}+a_{2})\right]}}}
で与えられる。腕長さを考慮しない場合と比較して分母に a1 と a2 が加わり、考慮しない場合よりもばね定数が小さくなることがわかる。
腕長さを考慮する必要があるかないかは、腕長さの全長とコイル部分の全長の比率が目安となる。a1 + a2 が 0.09πDN よりも大きい場合は腕長さを考慮し、小さい場合は腕長さを考慮しなくてよいとされる。

## ギャラリー

ねじりコイルばねの使用例
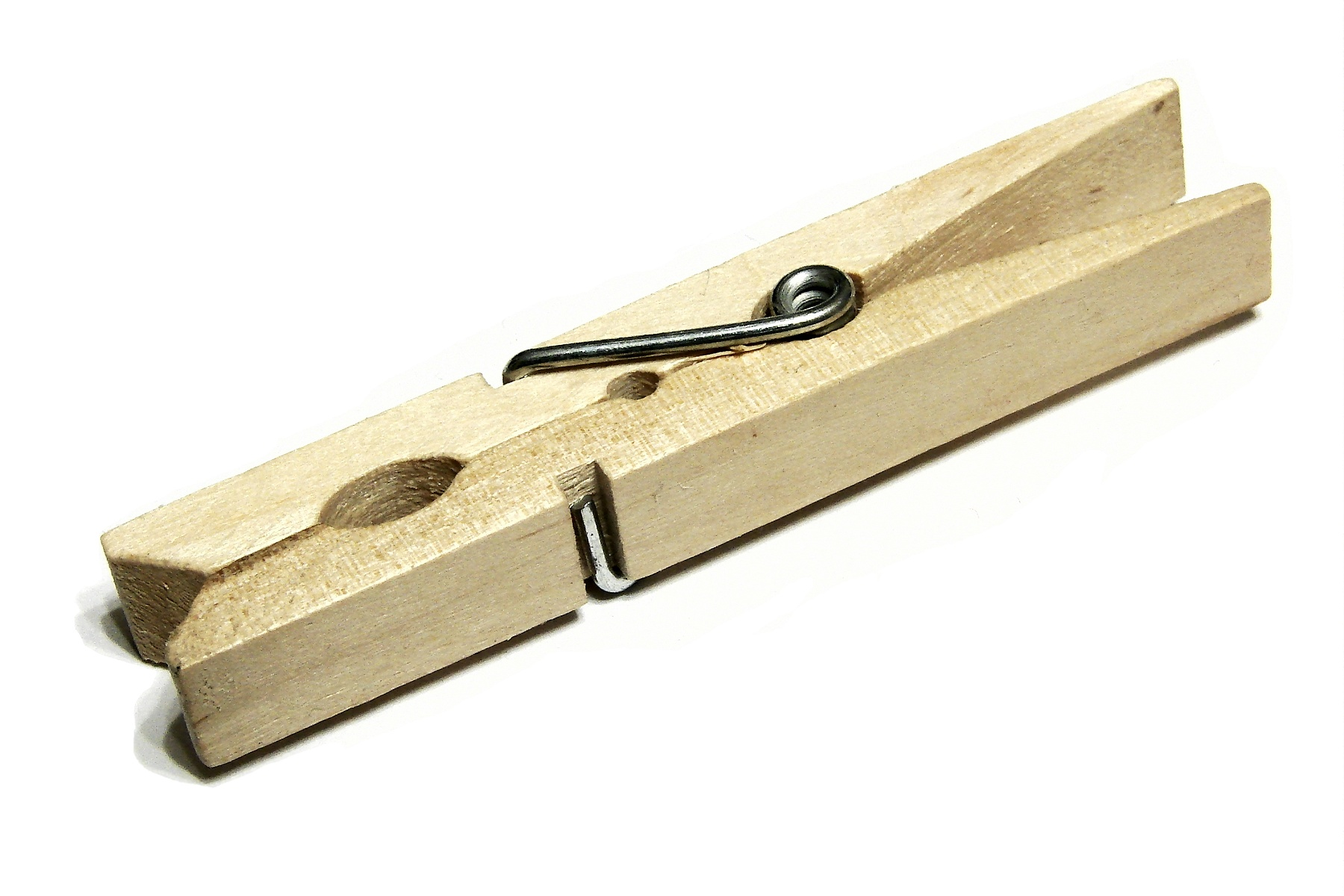
洗濯ばさみ
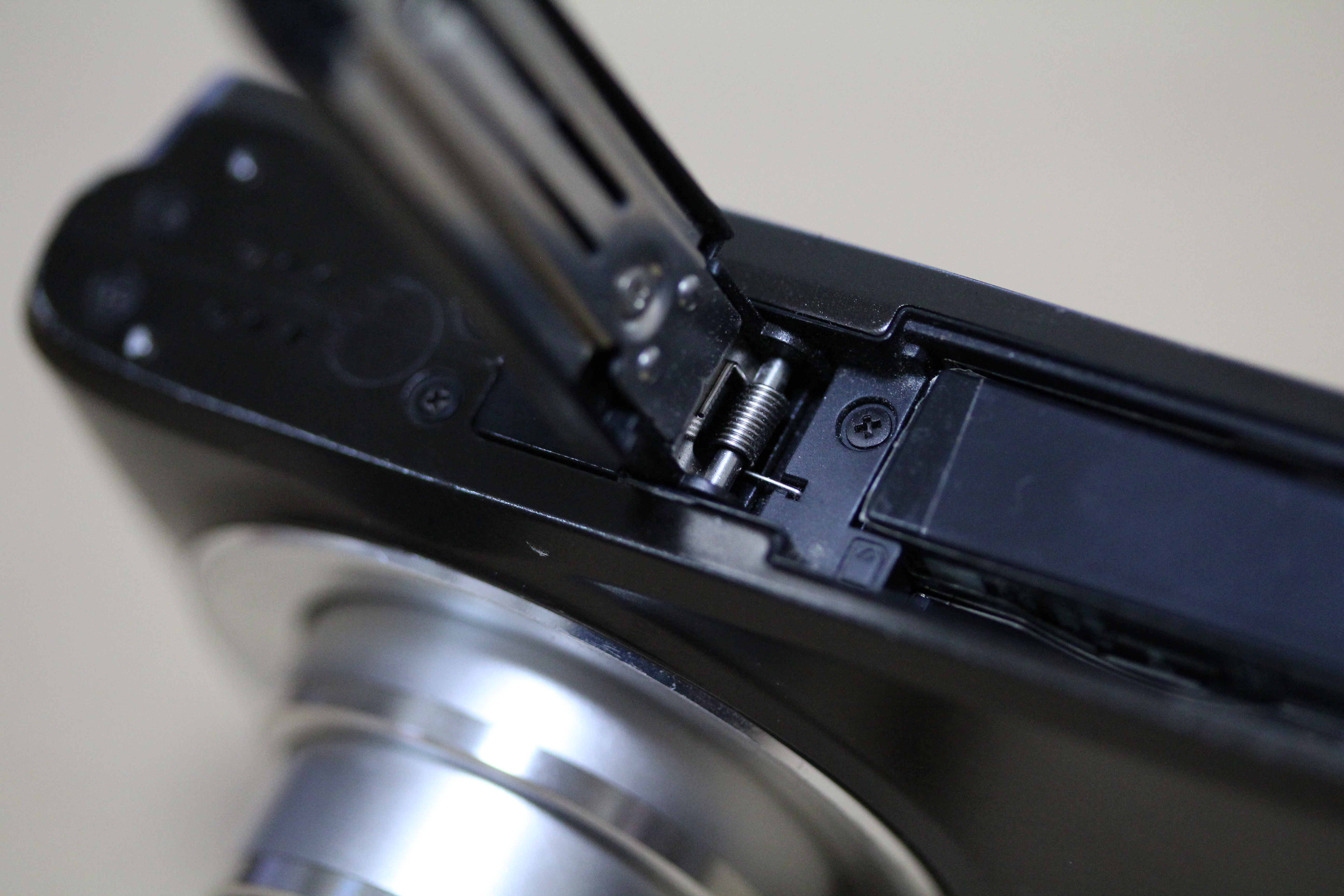
デジカメバッテリー蓋の開閉機構
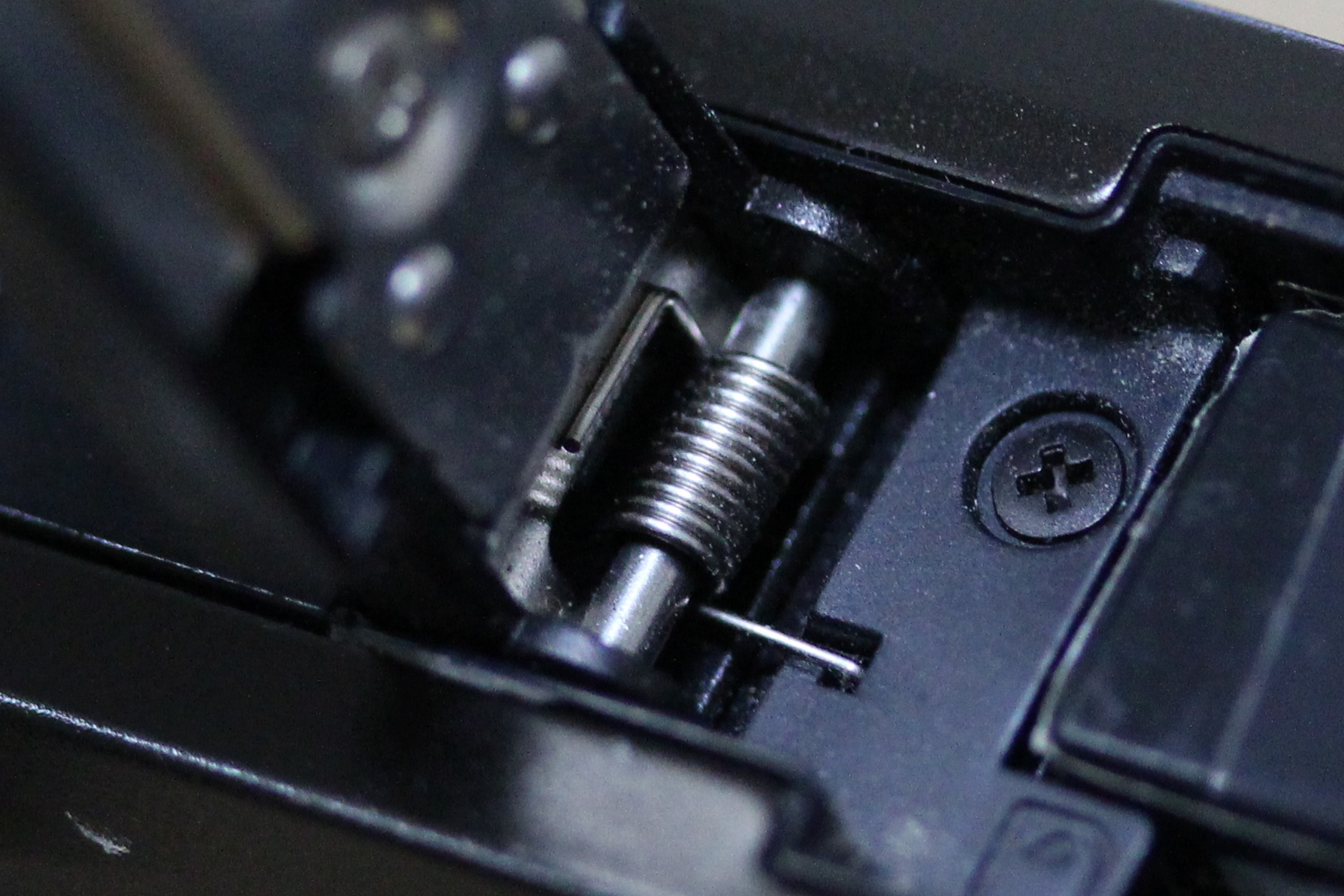
拡大版
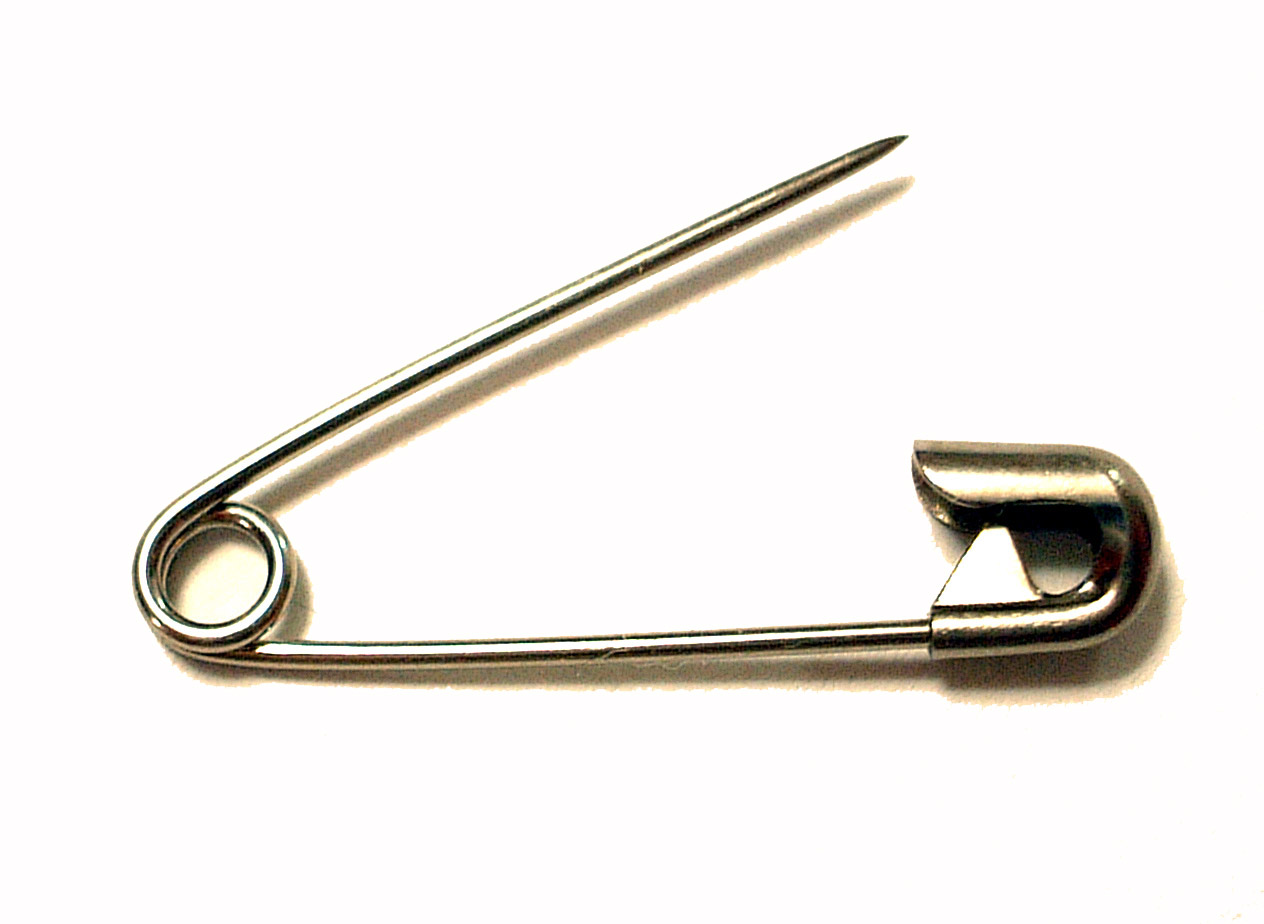
安全ピン
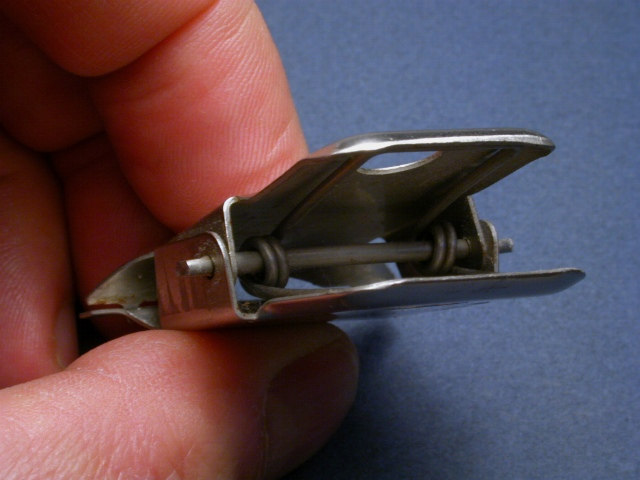
クリップ